# Renault Frégate
Renault Frégate – samochód klasy wyższej produkowany przez francuską firmę Renault w latach 1951–1960.

## Opis modelu
Frégate powstał w odpowiedzi na potrzebę budowy przez Renault samochodu klasy wyższej, która powstała po zakończeniu II wojny światowej. Początkowo planowano, by silnik znajdował się z tyłu, później zdecydowano się jednak na umieszczenie go z przodu. Samochód miał swoją premierę na '50 Paris Motor Show.
Początkowo model dostępny był w dwóch wariantach, Affaires oraz Amiral. Standardowy 2-litrowy motor był za słaby na tej klasy samochód, wprowadzono więc w 1956 roku silnik Etendard o pojemności 2141 cm³ i mocy 77 hp. Również w tym roku do gamy modeli dołączyła wersja kombi, Domaine. Zaprezentowano również bardziej luksusową odmianę Grand Pavois. W 1958 roku samochód doczekał się nieznacznej modyfikacji atrapy chłodnicy.
Przez cały okres produkcji powstało 163 383 egzemplarzy modelu.

## Dane techniczne
| Wersja             | Silnik:                  | Układ zasilania:   | Średnica × skok tłoka: | St. sprężania:     | Moc maksymalna:                  | Maks. moment obrotowy      | 0-100 km/h:        | V-max:             |
| Silniki benzynowe: | Silniki benzynowe:       | Silniki benzynowe: | Silniki benzynowe:     | Silniki benzynowe: | Silniki benzynowe:               | Silniki benzynowe:         | Silniki benzynowe: | Silniki benzynowe: |
| ------------------ | ------------------------ | ------------------ | ---------------------- | ------------------ | -------------------------------- | -------------------------- | ------------------ | ------------------ |
| 2.0                | R4 2,0 l (1997 cm³), OHV | gaźnik Solex       | 85,00 mm × 88,00 mm    | 6,6:1              | 57 KM (42 kW) przy 4000 obr./min | 131 N•m przy 2300 obr./min | 28,8 s             | 124 km/h           |
| 2.0                | R4 2,0 l (1997 cm³), OHV | gaźnik Solex       | 85,00 mm × 88,00 mm    | 7,0:1              | 63 KM (46 kW) przy 3700 obr./min | b/d                        | b/d                | 137 km/h           |
| 2.1                | R4 2,1 l (2141 cm³), OHV | gaźnik Solex       | 88,00 mm × 88,00 mm    | 7,5:1              | 81 KM (60 kW) przy 4000 obr./min | b/d                        | 29,0 s             | 132 km/h           |

## Galeria

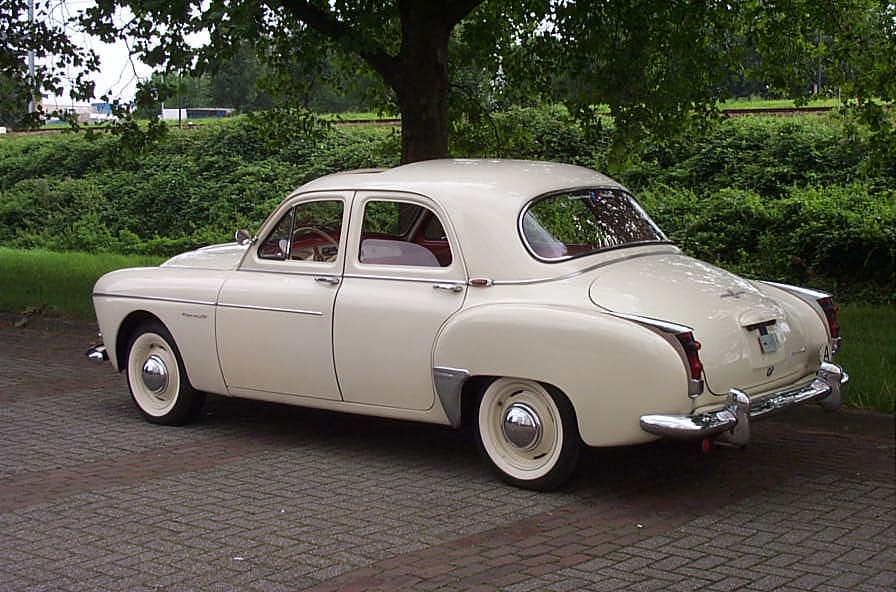
'59 Transfluide saloon, widok z tyłu
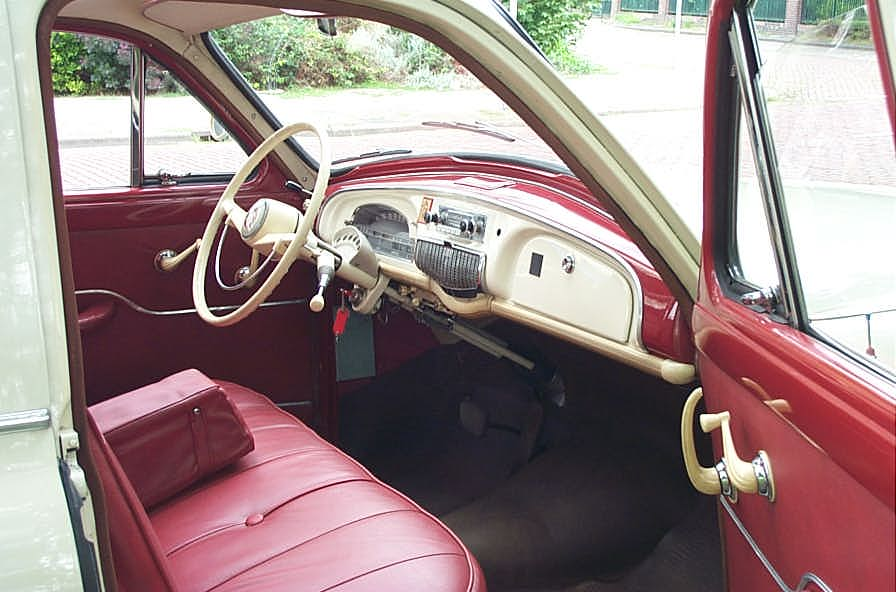
'59 Transfluide saloon, wnętrze